# Década de 900 a.C.

## Eventos

### Ocidente
- c. 900 a.C. — a cultura de Villanova surge no norte da Itália.
- c. 900 a.C. — Término da Idade das Trevas na Grécia.
- c. 900 a.C. — Início do período geométrico dos vasos na Grécia Antiga.
- c. 900 a.C — Os habitantes da região do mar Egeu estabelecem pequenos grupos distintos nos vales, nas planícies costeiras e nas ilhas, vivendo em comunidades autossuficientes, mas todos falando a mesma língua.
- c. 900 a.C. — San Lorenzo, o primeiro centro da cultura olmeca, é destruído, provavelmente por povos migrantes do norte, praticamente ao mesmo tempo que ocorre o florescimento de La Venta em Tabasco.
- 900 a.C. — Equéstrato, da dinastia ágida, torna-se rei de Esparta, até sua morte em 870 a.C..

### Ásia Ocidental
- 909 a.C. — Jeroboão, o primeiro rei de Israel após a divisão do anterior reino de Israel em novos dois reinos, morre e é sucedido por seu filho Nadab.

### África e outras regiões
- 900 a.C. — Reino de Cuxe.

## Mortes
- 900 a.C. — Ágis I rei da cidade grega de Esparta de 930 a.C.. Fundador da dinastia ágida.